# Tolen (Åtvids socken, Östergötland, 644241-151269)
Tolen är en sjö i Kinda kommun och Åtvidabergs kommun i Östergötland och ingår i Storåns huvudavrinningsområde. Sjön har en area på 0,745 kvadratkilometer och ligger 120,3 meter över havet.

## Delavrinningsområde
Tolen ingår i det delavrinningsområde (644457-151395) som SMHI kallar för Utloppet av Stora Bjän. Medelhöjden är 131 meter över havet och ytan är 26,34 kvadratkilometer. Det finns inga avrinningsområden uppströms utan avrinningsområdet är högsta punkten. Storå som avvattnar avrinningsområdet har biflödesordning 2, vilket innebär att vattnet flödar genom totalt 2 vattendrag innan det når havet efter 53 kilometer. Avrinningsområdet består mestadels av skog (72 procent). Avrinningsområdet har 2,99 kvadratkilometer vattenytor vilket ger det en sjöprocent på 11,3 procent.